# Libocedrus plumosa
Libocedrus plumosa (D.Don) Druce – gatunek drzew lub krzewów z rodziny cyprysowatych (Cupressaceae Rich. ex Bartl.). Występuje endemicznie w Nowej Zelandii.

## Rozmieszczenie geograficzne
Gatunek ten cechuje lokalny zasięg występowania, lecz jest dość powszechny w swoim zakresie. Rośnie na wyspach Północnej i Południowej. Na Wyspie Południowej jego zakres jest ograniczony do regionu Tasman.

## Biologia i ekologia
Naturalnymi siedliskami są nizinnych, zimozielonych lasach mieszanych. Dzieli ekosystem z innymi iglastymi – Dacrycarpus dacrydioides, Dacrydium cupressinum, Halocarpus kirkii, Manoao colensoi, Phyllocladus trichomanoides, Podocarpus cunninghamii, zastrzalin totara, Prumnopitys ferruginea, Prumnopitys taxifolia, a także w północnej części występowania z agatisem nowozelandzkim. Natomiast z roślin okrytonasiennych dzieli habitat z takimi jak Beilschmiedia tarairi, Dysoxylum spectabile oraz manuka. Rośnie na wysokości do 600 m n.p.m. Rośnie na terenach, gdzie opady deszczu są wysokie przez cały rok, a klimat charakteryzuje się łagodnymi zimami i ciepłymi latami. 

## Ochrona
W Czerwonej księdze gatunków zagrożonych został zaliczony do kategorii NT (near threatened) – gatunków bliskich zagrożeniu.
Obszar występowanie lasów nizinnych został mocno zredukowany, od kiedy na te tereny zaczęli przybywać osadnicy europejscy. Nie są dostępne zapisy, które wskazywałyby stopień redukcji populacji tego gatunku. 
Obecnie zakres występowania gatunku szacuje się na 1250 km², który mieści się w progu gatunków narażonych (VU – vulnerable). Historyczne dane ilościowe w przeszłości wykazywały spadek populacji z powodu wykorzystywania drewna tego gatunku oraz w związku z wylesianiem na potrzeby rolnictwa. Spadek ten udało się zatrzymać i stopniowo zaczęto regenerację jego populacji. 
Nie było danych ilościowych spadek historyczny powodu wykorzystywania drewna i zamiany lasów na potrzeby rolnictwa. Spadek ten przestał i wiele poprzednio zalogowanego z działki leśne są teraz regeneracji. Jednak gatunek ten wymaga dużych zalesionych obszarów jego cyklu życia i wytrwałości w strukturze lasów i rzędu. Wydaje się zatem, że należy jak najbliżej flagi zagrożona dopóki wzrost dojrzałych osobników jest oczywiste. Na tym etapie byłoby to najprawdopodobniej należy ocenić jako najmniejszej troski.
Obecnie gatunek ten jest chroniony w Nowej Zelandii przez prawo. 
Ze względu na rozdrobnienie nizinnego lasu, wiele subpopulacji jest teraz odizolowanych od siebie.